# Rüstəm Orucov
Rüstəm Orucov (ur. 4 października 1991 r. w Ust-Ilimsku) – azerbejdżański judoka, srebrny medalista igrzysk olimpijskich, dwukrotny wicemistrz świata, srebrny medalista igrzysk europejskich, mistrz Europy.

## Igrzyska olimpijskie
| Runda    | Przeciwnik     | Wynik       | Osiągnięcie |
| -------- | -------------- | ----------- | ----------- |
| 1. runda | Wolny los      | Wolny los   | 3. runda    |
| 2. runda | Gideon van Zyl | W 0100–0101 | 3. runda    |
| 3. runda | Mansur Isajew  | P 0000–1001 | 3. runda    |

| Runda       | Przeciwnik     | Wynik     | Osiągnięcie |
| ----------- | -------------- | --------- | ----------- |
| 1. runda    | Wolny los      | Wolny los | srebro      |
| 2. runda    | Didar Chamza   | W 000–000 | srebro      |
| 3. runda    | Jake Bensted   | W 100–000 | srebro      |
| Ćwierćfinał | Miklós Ungvári | W 010–000 | srebro      |
| Półfinał    | Sagi Muki      | W 001–000 | srebro      |
| Finał       | Shōhei Ōno     | P 000–110 | srebro      |